# Hypsipetes
Hypsipetes – rodzaj ptaków z rodziny bilbili (Pycnonotidae).

## Zasięg występowania
Rodzaj obejmuje gatunki występujące w Azji i na afrykańskich wyspach Oceanu Indyjskiego, w tym na Madagaskarze.

## Morfologia
Długość ciała 16,3–28 cm; masa ciała 22–83,2 g.

## Systematyka
Rodzaj zdefiniował w 1831 roku irlandzki zoolog Nicholas Aylward Vigors w artykule poświęconym kolekcji himalajskich ptaków wraz z opisem nowych rodzajów i gatunków opublikowanym w czasopiśmie Proceedings of the Committee of Science and Correspondence of the Zoological Society of London. Gatunkiem typowym jest (oznaczenie monotypowe) szczeciak granatowy (H. leucocephalus).

### Etymologia
- Hypsipetes: gr. ὑψιπετης hupsipetēs ‘wysoko latający, podniebny’, od πετομαι petomai ‘latać’[8].
- Microscelis: gr. μικροσκελης mikroskelēs ‘krótkonogi’, od μικρος mikros ‘krótki’; σκελος skelos ‘noga’[9]. Gatunek typowy (oryginalne oznaczenie): Turdus amaurotis Temminck, 1830.
- Anepsia: gr. ανεψια anepsia ‘kuzynka’[10]. Gatunek typowy (późniejsze oznaczenie): Turdus borbonicus J.R. Forster, 1781[11].
- Cerasophila: gr. κερασος kerasos ‘drzewo wiśniowe’; φιλος philos ‘miłośnik’[12]. Gatunek typowy (oznaczenie monotypowe): Cerasophila thompsoni Bingham, 1900.
- Thapsinillas: gr. θαψινος thapsinos ‘żółty’; ιλλας illas, ιλλαδος illados ‘drozd’[13]. Gatunek typowy (oryginalne oznaczenie): Criniger affinis Hombron & Jacquinot, 1841.

### Podział systematyczny
Cześć gatunków (H. guimarasensis, H. rufigularis, H. everetti, H. philippinus, H. mindorensis, H. siquijorensis) została wyodrębniona z taksonu Ixos oraz (H. amaurotis) Microscelis. Do rodzaju należą następujące gatunki:

- Hypsipetes nicobariensis (F. Moore, 1854) – szczeciak nikobarski
- Hypsipetes platenae (W. Blasius, 1888) – szczeciak żółtokantarowy
- Hypsipetes aureus (Walden, 1872) – szczeciak złoty
- Hypsipetes harterti (Stresemann, 1912) – szczeciak złotogardły
- Hypsipetes longirostris (Wallace, 1863) – szczeciak wielkodzioby
- Hypsipetes chloris (Finsch, 1867) – szczeciak zielonawy
- Hypsipetes lucasi (E. Hartert, 1903) – szczeciak żółtogardły
- Hypsipetes mysticalis (Wallace, 1863) – szczeciak żółtolicy
- Hypsipetes affinis (Hombron & Jacquinot, 1841) – szczeciak złotawy
- Hypsipetes guimarasensis (Steere, 1890) – szczeciak wyspowy
- Hypsipetes rufigularis Sharpe, 1877 – szczeciak rdzawogardły
- Hypsipetes everetti (Tweeddale, 1877) – szczeciak żółtawy
- Hypsipetes catarmanensis Rand & Rabor, 1969 – szczeciak archipelagowy
- Hypsipetes mindorensis (Steere, 1890) – szczeciak mindorski
- Hypsipetes siquijorensis (Steere, 1890) – szczeciak ciemnołbisty
- Hypsipetes philippinus (J.R. Forster, 1795) – szczeciak rdzawopierśny
- Hypsipetes amaurotis (Temminck, 1830) – szczeciak rudouchy
- Hypsipetes crassirostris E. Newton, 1867 – szczeciak grubodzioby
- Hypsipetes borbonicus (J.R. Forster, 1781) – szczeciak reunioński
- Hypsipetes olivaceus Jardine & Selby, 1837 – szczeciak maurytyjski
- Hypsipetes madagascariensis (Statius Müller, 1776) – szczeciak ciemny
- Hypsipetes parvirostris A. Milne-Edwards & Oustalet, 1885 – szczeciak śniady
- Hypsipetes moheliensis (Benson, 1960) – szczeciak okopcony
- Hypsipetes ganeesa Sykes, 1832 – szczeciak równosterny
- Hypsipetes leucocephalus (J.F. Gmelin, 1789) – szczeciak granatowy
- Hypsipetes thompsoni (Bingham, 1900) – szczeciak białogłowy

Opisano również gatunek wymarły z wyspy Rodrigues:
- Hypsipetes cowlesi J.P. Hume, 2015